# Eupithecia trita
Eupithecia trita là một loài bướm đêm trong họ Geometridae.